# Мякиньков, Юрий Павлович
Юрий Павлович Мя́киньков (3 июля 1929, г. Вольск, Нижне-Волжская область — 27 сентября 1997, г. Фрязино, Московская область) — радиофизик, главный конструктор и разработчик ЛБВ для оборонной и космической промышленности.

## Общие биографические данные
В свидетельстве о рождении Мякинькова Юрия Павловича записано, что он родился в г. Вольске Саратовской обл., но на самом деле он появился на свет на пароходе, на котором его семья плыла по Волге недалеко от Вольска. Для Ю. П. Мякинькова настоящей родиной было Красно Вачского района Нижегородской области — село, где он провёл детство, где родились и жили его родители Павел Афанасьевич Мякиньков (1894—1949) и Анна Осиповна Мякинькова (Шалыгина) (1892—1951) и откуда родом его единственная жена.
В 1947 году, после окончания средней школы в соседнем с Красно селе Яковцево, Ю. П. Мякиньков поступил на Радиофизический факультет Горьковского государственного университета, который закончил в 1953 году по специальности радиофизика.
После окончания университета он был распределен во Фрязино, в НИИ-160 (современное название НПП «Исток»), головной в СССР институт СВЧ-электроники, где и проработал до конца своих дней.
Умер Ю. П. Мякиньков 27 сентября 1997 года, через два дня после серьёзного инсульта, случившегося с ним на работе, в момент рассмотрения проекта нового СВЧ-прибора.

## Лампы бегущей волны

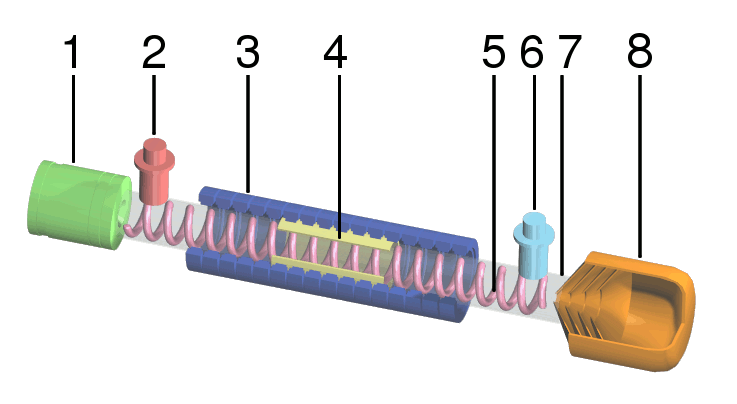
Схематическое изображение ЛБВ: 1. Катодно-подогревательный узел. 2. Вход СВЧ сигнала. 3. Постоянные магниты. 4. Замедляющая система 5. Спираль. 6. Выход СВЧ сигнала. 7. Вакуумная трубка. 8. Коллектор

Идея ЛБВ была предложена Рудольфом Компфнером в 1943 году. Первые результаты по ЛБВ в СССР были получены в 1949 году В. А. Афанасьевым в НИИ-20  (ныне НИЭМИ), а в феврале 1951 года всех членов его коллектива, занимавшихся ЛБВ, переводят во Фрязино и уже в 1952 начато серийное производство первой отечественной ЛБВ УВ-1 с шумовыми параметрами, которые в США смогли достичь только через год. Характеристики радиолокационных систем решающим образом зависят от характеристик СВЧ-приборов. Идет напряженнейшая гонка идей и технологий. В этой атмосфере, попав по распределению в отдел В. А. Афанасьева в 1953 году, Ю. П. Мякиньков, молодой специалист, очень быстро вырастает в ведущего разработчика ЛБВ, а вскоре после ухода в 1955 году Афанасьева (он был переброшен на новое направление, связанное с дальним обнаружением баллистических ракет), становится главным конструктором целой серии приборов. Уже в конце 50-х годов им была разработана принципиально новая ЛБВ игольчатой конструкции и он становится одним из самым авторитетных отечественных разработчиков ЛБВ, оставаясь таковым до самой смерти.

## Приборы для спутников связи

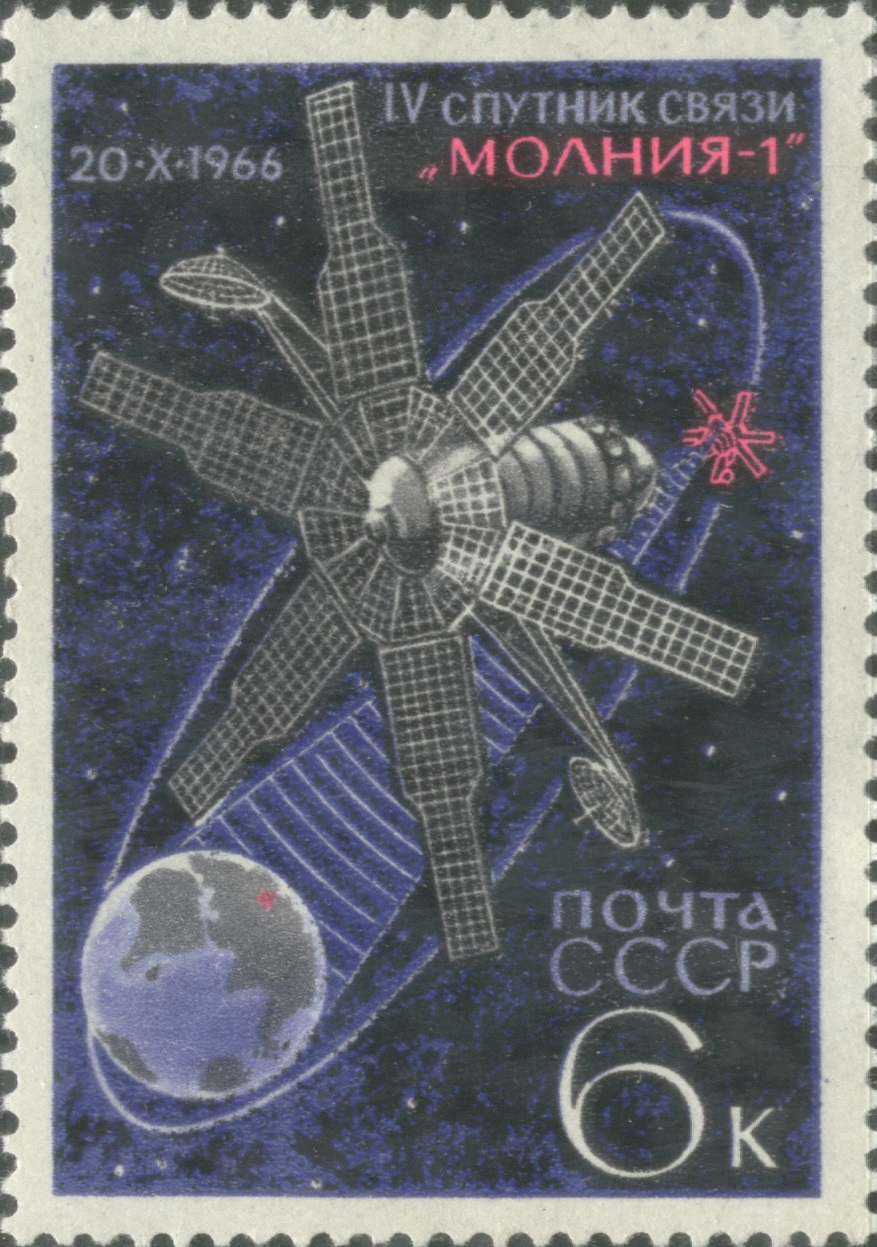
Спутник связи Молния-1

Основное направление работ Ю. П. Мякинькова — СВЧ приборы средней мощности, которыми он занимался до самых последних дней своей жизни. Разработанные им приборы стоят в целом ряде систем вооружения, замена многих из них пока не планируется и информация по ним не раскрывается. Известность Ю. П. Мякиньков приобрел благодаря сконструированным им ЛБВ для спутников связи. Задача была очень непростая: надо было, с одной стороны, увеличить мощность сигнала, но при этом уменьшить вес, габариты и потребляемую мощность. И, самое главное, — обеспечить долговечность. Тогда ЛБВ средней мощности имели наработку на отказ не более нескольких тысяч часов. Замена ЛБВ на борту спутника невозможна, поэтому надо было увеличить время работы прибора во много раз. И такая ЛБВ была создана, серия спутников «Молния-1» была выведена в космос и в совокупности с наземными приемными станциями «Орбита» составили первую отечественную постоянно действующую космическую систему связи. В 1966 году за работу «в области электронно-лучевых усилителей» (так в официальных документах) он был удостоен Ленинской премии.

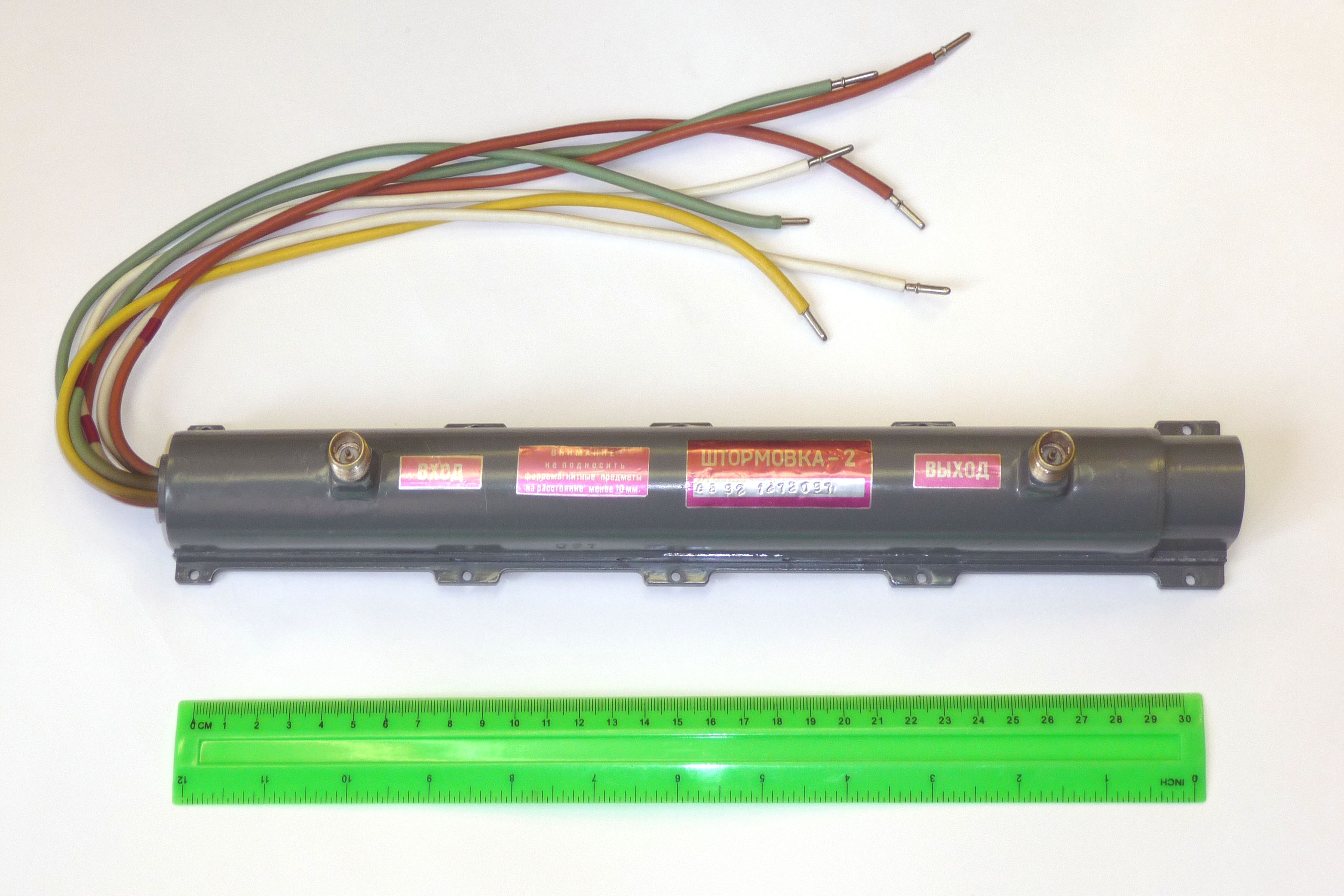
ЛБВ «Штормовка» (главный конструктор Ю. П. Мякиньков) для первых спутников серии «Горизонт». 1980-е годы.

После «Молнии» были ЛБВ для спутников «Горизонт» и спутников военного назначения.